# Vasilita
La vasilita és un mineral de la classe dels sulfurs. Rep el seu nom de Vassil Atanasov (1933), professor de mineralogia.

## Característiques
La vasilita és un sulfur de fórmula química (Pd,Cu)16(S,Te)₇. Va ser aprovada com a espècie vàlida per l'Associació Mineralògica Internacional l'any 1989. La seva duresa a l'escala de Mohs es troba entre 5 i 5,5. Va ser descoberta l'any 1989 a Konstantinovo (Província de Burgàs, Bulgària).
Segons la classificació de Nickel-Strunz, la vasilita pertany a «02.AC: Aliatges de metal·loides amb PGE» juntament amb els següents minerals: UM2004-45-Se:AgHgPd, pal·ladseïta, miassita, UM2000-47-S:CuFePdPt, oosterboschita, chrisstanleyita, jagüeïta, keithconnita, tel·luropal·ladinita, luberoïta, oulankaïta, telargpalita, temagamita, sopcheïta, laflammeïta i tischendorfita.